# Liste der Resolutionen des UN-Sicherheitsrates (1984)
Diese Liste der Resolutionen des UN-Sicherheitsrates nennt die zwölf vom Sicherheitsrat der Vereinten Nationen im Jahr 1984 verabschiedeten Resolutionen.
| Nummer | Beschluss vom | Gegenstand                                               | Mission |
| ------ | ------------- | -------------------------------------------------------- | ------- |
| 546    | 1. Juni       | Angola – Südafrika                                       |         |
| 547    | 13. Januar    | Südafrika                                                |         |
| 548    | 24. Februar   | Neues Mitglied des UN-Sicherheitsrates Brunei Darussalam |         |
| 549    | 19. April     | Israel – Libanon                                         |         |
| 550    | 11. Mai       | Zypern                                                   |         |
| 551    | 30. Mai       | Israel – Arabische Republik Syrien                       |         |
| 552    | 1. Juni       | Islamische Republik Iran                                 |         |
| 553    | 15. Juni      | Zypern                                                   |         |
| 554    | 17. August    | Südafrika                                                |         |
| 555    | 12. Oktober   | Israel – Libanon                                         |         |
| 556    | 23. Oktober   | Südafrika                                                |         |
| 557    | 28. November  | Israel – Arabische Republik Syrien                       |         |
| 558    | 13. Dezember  | Südafrika                                                |         |
| 559    | 14. Dezember  | Zypern                                                   |         |